# Barbula mauiensis
Barbula mauiensis är en bladmossart som beskrevs av C. Müller 1896. Barbula mauiensis ingår i släktet neonmossor, och familjen Pottiaceae. Inga underarter finns listade i Catalogue of Life.